# Herbert Morton Stoops
Herbert Morton Stoops (Logan, 1888-Greenwich Village, 19 de mayo de 1948) fue un ilustrador y pintor estadounidense que proporcionó ilustraciones para numerosas revistas y libros. Criado en un rancho en Idaho, Stoops comenzó a estudiar arte formalmente mientras asistía a la universidad en Utah antes de conseguir empleo en numerosas revistas. Estuvo especialmente vinculado a la revista Blue Book, para la que realizó frecuentemente ilustraciones de portada durante trece años. A menudo retrató temas wéstern y militares. Stoops fue incluido en el Salón de la Fama de la Sociedad de Ilustradores en 2009.

## Biografía

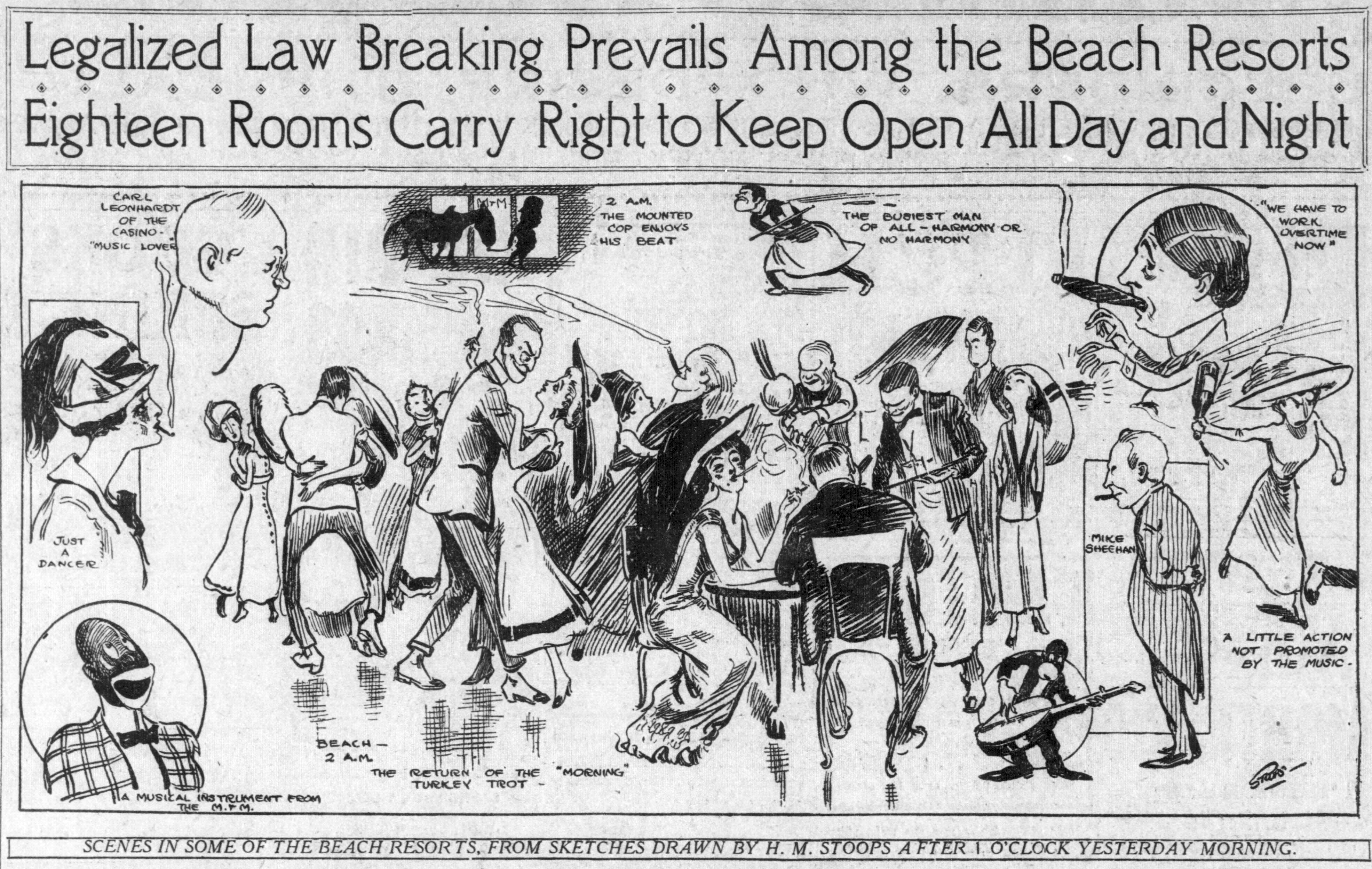
De The San Francisco Call en 1911.

Stoops nació en Logan, Utah, en 1888. Su padre era un predicador mormón. Creció en un rancho en Idaho antes de regresar a Utah para asistir a la Universidad Estatal de Utah, donde estudió arte formalmente por primera vez. Se graduó en 1905 y en 1910 consiguió empleo como artista en el San Francisco Chronicle. Posteriormente también trabajó para el San Francisco Examiner. Stoops se mudó a Chicago en 1914 y trabajó como artista del Chicago Tribune mientras estudiaba en la Escuela del Instituto de Arte de Chicago.
En 1917, Stoops se unió al Ejército y sirvió como primer teniente en la Sexta Artillería de Campaña de la 1.ª División. Durante su estancia en Francia dibujó soldados y escenas de batalla que envió a Estados Unidos; una recopilación de estos dibujos se publicó en 1924 con el título Inked Memories of 1918. Después de la conclusión de la Primera Guerra Mundial, Stoops se mudó a la ciudad de Nueva York y se casó con una mujer llamada Elise Borough. En algún momento, el artista Harvey Dunn comenzó a dar clases particulares a Stoops, cuyo trabajo mejoró.

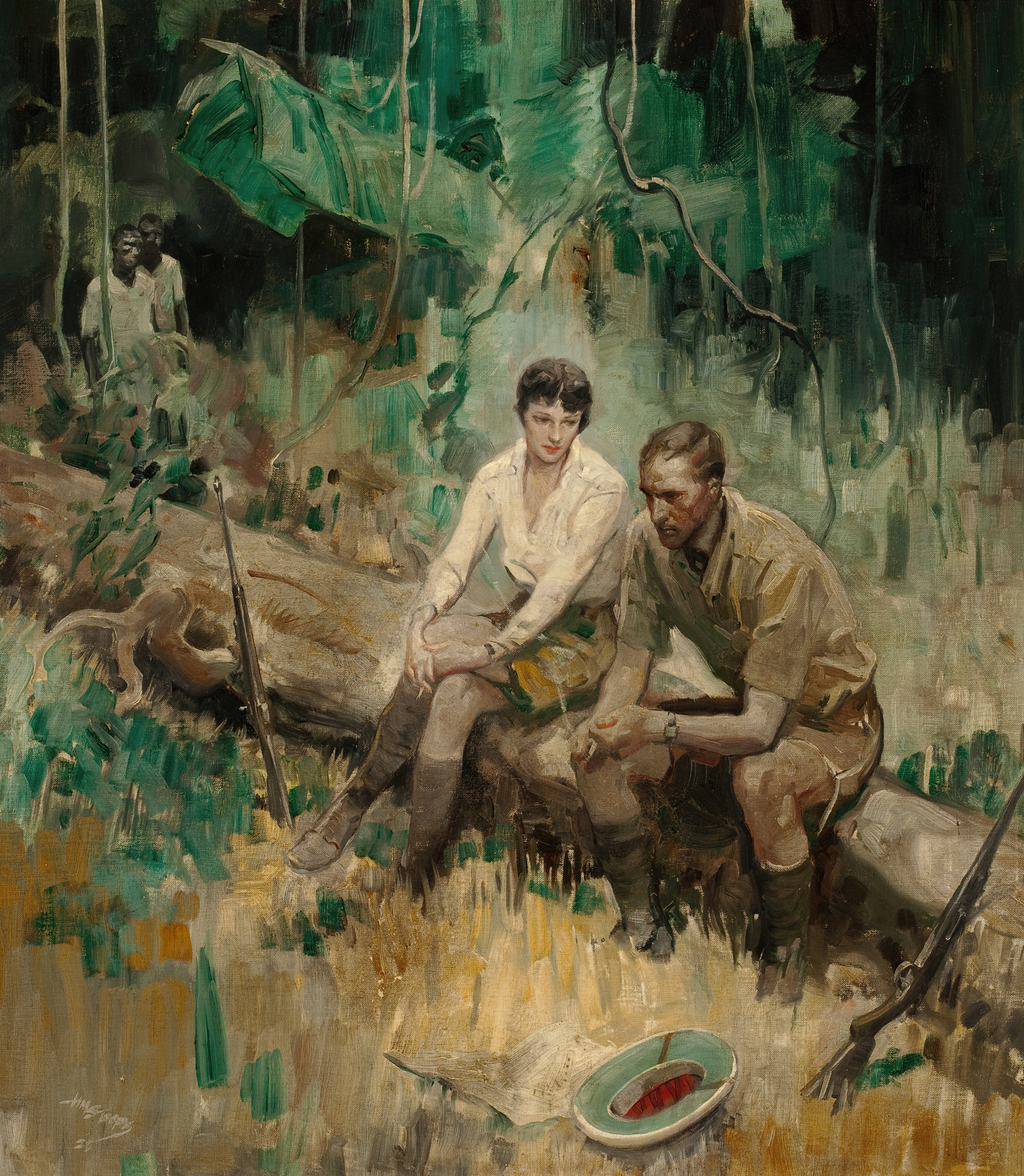
Break from the Hunt, 1925.

A medida que la calidad del trabajo de Stoops aumentó, se convirtió en un artista muy deseado; revistas como Blue Book, Collier's y The American Legion presentaron con frecuencia su trabajo en sus portadas y en sus artículos. Estuvo especialmente asociado con Blue Book, proporcionando frecuentemente ilustraciones de portada para la revista desde 1935 hasta su muerte. Además de revistas, también proporcionó ilustraciones para libros; por ejemplo, sus ilustraciones se utilizaron en muchas de las obras de Frank Bird Linderman. Stoops ocasionalmente firmaba su trabajo con uno de dos seudónimos, Jeremy Cannon y Raymond Sisley. Además de su trabajo de ilustración, también produjo y exhibió pinturas al óleo.

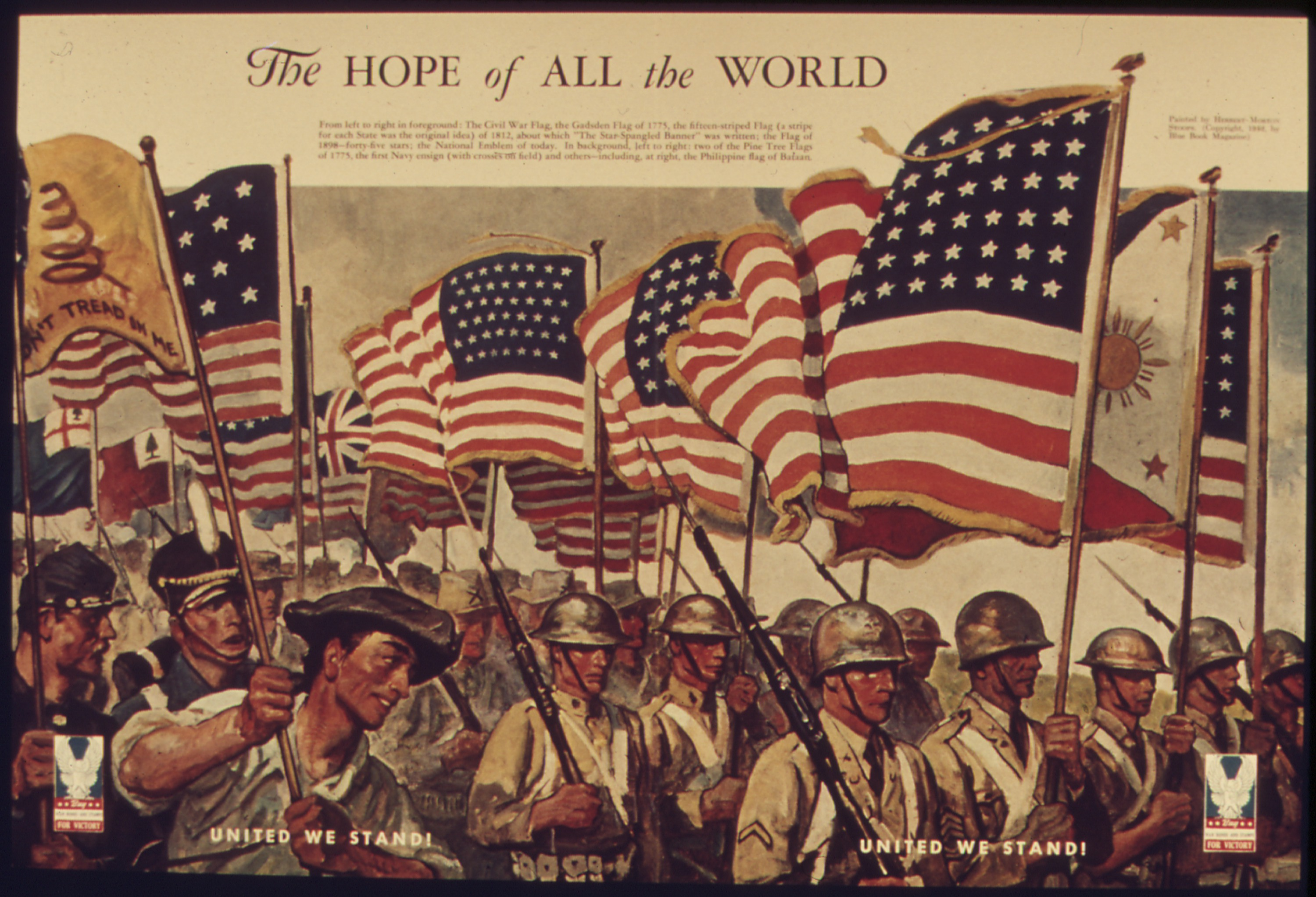
Cartel de 1942.

Stoops recibió la Medalla Isidor de la Academia Nacional de Diseño en 1940 por Anno Domini, una obra que representa el efecto de la guerra en los refugiados. Fue presidente del Gremio de Artistas de Nueva York, miembro del Salmagundi Club y de la Sociedad de Ilustradores, y miembro honorario de la Asociación de Veteranos de la Legión Extranjera Francesa de Nueva York. Antes de morir, Stoops comenzó a trabajar en una serie de portadas para Blue Book que representaban la historia de cada estado de EE. UU.; completó 17 antes de sucumbir a una enfermedad prolongada el 19 de mayo de 1948, a la edad de 60 años. Murió en su estudio de arte en Greenwich Village. Stoops fue incluido en el Salón de la Fama de la Sociedad de Ilustradores en 2009.

### Obra
Stoops era capaz de utilizar una amplia gama de medios, incluidos óleo, témpera, carboncillo y acuarela. Su obra fue utilizada en diversos medios, como revistas, pulps y libros; también exhibió pinturas independientes de vez en cuando. Los temas más comunes de su obra fueron temas wéstern y militares.